# خکم
خکم (به لاتین: Khkem) یک منطقهٔ مسکونی در روسیه است که در داغستان واقع شده‌است.